# Super Play (Storbritannien)
Super Play var en brittisk TV-spelstidning, som skrev om SNES-spel, och publicerades mellan november 1992 och september 1996.och använde mycket sig av mangainspierade omslag. Den utgavs av Future Publishing.

### Fotnoter
1. ↑  Chris McOvell. ”The Classic Magazine Special” (på engelska). Cyberchris. http://www.chrismcovell.com/Archive/magspecial_index.html. Läst 17 maj 2015.
2. ↑  Damien McFerran (7 maj 2011). ”Feature: The Making of Super Play Magazine” (på engelska). Nintendolife. http://www.nintendolife.com/news/2011/05/feature_the_making_of_super_play_magazine. Läst 17 maj 2015.